# بليفت

البليفت

البليفت (مبسطة)

البليفت مع خلفيتين ملونتين

البليفت أو بليفيه (Blivet) هو شكل غير محدد، يعتبر من الخداع البصري والأشكال المستحيلة.

تم إحداث هذا الشكل سنة 1964، وظهر على واجهة الصحيفة الأمريكية ماد سنة 1965.
يعرف هذا الشكل أيضا بعدة مسميات أخرى منها «رمح ذو سنين إثنين» و«مذراة الشيطان» وكذلك «الشيء ذو الثلاثة أرجل».